# کلیف کرتیس
کلیفورد ویویان دِوُن "کلیف" کِرتیس (به انگلیسی: Clifford Vivian Devon "Cliff" Curtis) بازیگر نیوزلندی است که در فیلم‌هایی چون سه پادشاه (۱۹۹۹)، کوکائین، روز تعلیم، سوارکار نهنگ، آفتاب، پیانو، جان‌سخت ۴، احیای مردگان، شش روز، هفت شب، آخرین شوالیه‌ها، برخاسته از اعماق و عبور از مرز بازی کرده‌است. او همچنین در چندین مجموعه تلویزیونی از جمله از مردگان متحرک بترسید، وصله جنایتکاران و گمشده ایفای نقش کرده‌است.